# Celesíria

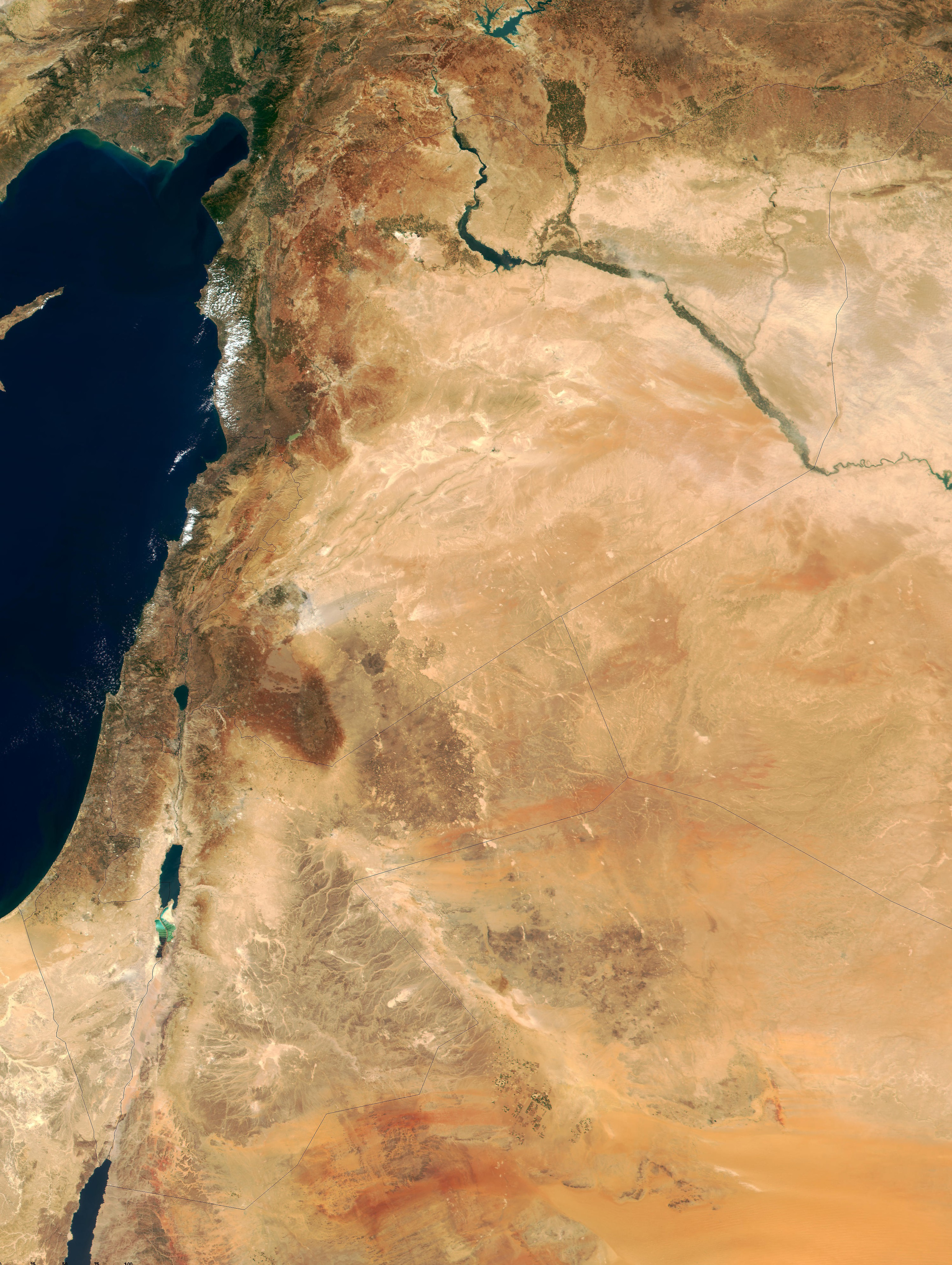
Vista aèria de la regió

Celesíria (CoeleSyria, que vol dir Síria Buida), va ser una regió al sud de Síria, generalment considerada com el territori al sud del riu Eleutheros incloent tot el territori jueu fins al Sinaí, però estrictament només la vall de la Bekaa al Líban. Segons Estrabó, s'esteniades de Seleucis fins a Egipte i Aràbia, i incloïa la prolongació de la vall meridional al llarg de la vall del Jordà fins a la mar Morta. Estrabó diu també que corresponia a la vall entre les muntanyes del Líban i l'Antilíban.
La zona va ser famosa per les guerres síries que es van disputar per la seva possessió entre l'Imperi Selèucida i el Regne d'Egipte dels Ptolemeus.

## Història
Va ser concedida per repartiment de Triparadisos a Laomedont de Mitilene l'any 321 aC, i poc després Ptolemeu I Soter d'Egipte va oferir a Laomedont la compra de Celesíria i Fenícia, però el sàtrapa ho va rebutjar. Llavors Ptolemeu va enviar a Nicànor amb un exèrcit i Laomedont no va poder oferir cap resistència seriosa i va ser fet presoner i enviat a Egipte l'any 320 aC.
Ptolemeu la va haver d'evacuar parcialment el 318 aC i va passar a mans d'Antígon Monoftalm. L'any 312 aC es va evacuar la resta del territori, excepte Tir. El mateix any Seleuc I Nicàtor va derrotar a Demetri Poliorceta, fill d'Antígon, a la batalla de Gaza, i els egipcis van aprofitar per ocupar el territori fins a l'Eufrates, però Demetri la va recuperar al cap de pocs mesos. El 302 aC Ptolemeu I la va tornar a ocupar però la va evacuar quan va suposar que Antígon havia guanyat una batalla decisiva, per tornar-la a ocupar després de la batalla d'Ipsos l'any 301 aC, però la va rebre Seleuc I. Ptolemeu va reclamar als aliats la cessió de Celesíria com a pagament de la seva pertinença a la coalició i es va enfrontar amb Seleuc que la volia, encara que no van arribar a esclatar hostilitats, ja que Seleuc va actuar hàbilment, donant llargues i fent créixer les esperances de Ptolemeu en què els territoris reclamats li serien reconeguts, però finalment els egipcis van retenir el control d'una manera que no és coneguda. La cronologia bàsica els dos segles següents és aquesta:
- 272 aC tractat de pau pel qual Egipte va conservar Cilícia occidental, i les costes de Pamfília, Lícia i Cària, la Celesíria i Fenícia i la Jònia, Cíclades i Samos.
- 253 aC Tractat de pau que posa fi a la Segona Guerra Síria, en virtut del qual, entre altres punts, Egipte va renunciar a Jònia (incloent-hi algunes illes), a Cilícia i a Celesíria (ocupada pels selèucides el 258 aC).
- 246 aC Tercera Guerra Síria. Les hostilitats es van iniciar el 245 aC quan el governador-virrei de Xipre, Ptolemeu, germà de Ptolemeu III, va desembarcar a Selèucia de Piera des on van marxar contra Antioquia de l'Orontes que van ocupar. La flota egípcia va ocupar Solos, a Cilícia. Moltes ciutats de Celesíria i Síria es van sotmetre als egipcis sense lluita. Ptolemeu III va arribar pràcticament sense oposició a Antioquia, però no va creuar les muntanyes del Taure en persecució de Seleuc II i Laodice, sinó que es va dirigir a l'est cap a Babilònia i Susa, i va rebre la submissió de Mesopotàmia, Babilònia, Susiana, i totes les províncies orientals fins a Bactriana. Però Seleuc II va passar a l'ofensiva el 244 aC i es va assegurar la lleialtat de les ciutats gregues de l'Àsia Menor, especialment Esmirna, amb l'única excepció d'Efes, el governador de la qual es va declarar a favor de Ptolemeu. Seleuc va fer aliança amb el rei del Pont i va ordenar la construcció d'una flota per reconquerir Síria, Efes i Solos. Seleuc II es va presentar tot seguit a Síria on els governadors de les ciutats es van declarar al seu favor, i en va expulsar els egipcis en pocs mesos (entre la primavera i l'estiu). Els egipcis però, van conservar la Celesíria i Fenícia, així com la base de Selèucia de Piera, prop d'Antioquia (de la que n'era el port). Les províncies orientals van retornar ràpidament a l'obediència al rei selèucida. La guerra es va acabar el 241 aC amb un tractat de pau per deu anys, en el qual Egipte va conservar Efes, Milet, Priene, Samos, Lebedos, el sud de Jònia, Cària, Lícia, Pamfília, Cilícia occidental i Celesíria, així com els territoris que dominava a Tràcia (Abdera, Cípsela, Samotràcia, Sestos i els Quersonès Traci i tàuric.
- 223 aC el ministre selèucida Hèrmies de Cària ordena un atac a Celesíria que fracassa.
- 221 aC Antíoc III el Gran va decidir que havia de recuperar Celesíria als egipcis aprofitant l'eufòria per les darreres victòries, i va atacar Selèucia de Piera que va ocupar, i després va avançar cap al sud on el governador egipci, un etoli anomenat Teodot, li va entregar sense lluita Tir i Ptolemaida (Acre) cosa que va permetre a Antíoc dominar gran part de Fenícia. El 220 aC Antíoc va assetjar Dora, però davant el temor del gran nombre de soldats egipcis concentrats a Pelúsion, es va signar una treva de quatre anys. Aquesta guerra era coneguda com la «Quarta Guerra Síria».
- 217 aC Es reinicia la guerra. Ptolemeu IV Filopàtor va donar el comandament suprem de Celesíria a Nicolau d'Etòlia a qui Antíoc III el Gran va expulsar d'una posició clau entre el Mont Líban i la mar propera a la ciutat de Porfireon, i va haver de fugir cap a Sidó. Antíoc va entrar a Egipte i es va enfrontar-se als Làgides a Rafah en una batalla en la qual els egipcis van fer servir 70 elefants de Líbia i setanta mil soldats i els selèucides 120 elefants de l'Índia i vuitanta mil soldats. L'ala esquerra dels egipcis va quedar desfeta, però van aconseguir la victòria (22 de juny del 217 aC). Es va signar la pau per la qual Antíoc va retornar la Celesíria a Egipte.
- 201 aC els selèucides envaeixen Celesíria. Van va arribar fàcilment fins a Gaza on van trobar resistència. Una flota egípcia fondejada a Samos va caure en mans dels macedonis, que van haver de combatre seguidament a la flota de Pèrgam que s'havia aliat a Egipte. La batalla es va lliurar en aigües de Quios i el seu resultat va ser incert. La flota dels rodis (també aliats d'Egipte, junt amb Quios, Cízic i Bizanci) va ser derrotada enfront de Milet però es va poder retirar cap al sud i reorganitzar-se, i els macedonis van desembarcar a Milet i van avançar cap a Pèrgam que no van poder ocupar. Els macedonis van anar a passar l'hivern a Cària. L'any 200 aC l'etoli Escopas, al servei d'Egipte, va envair la Celesíria i la va recuperar però en el contraatac selèucida, Va derrotar Escopas a la muntanya de Panion i va quedar assetjat a Sidó. Pèrgam i Rodes van dirigir-se al Senat Romà demanant ajut; el senat va dubtar però finalment va decidir enviar un cos expedicionari dirigit per Publi Sulpici Servi Galba Màxim (que era cònsol amb el seu col·lega Gai Aureli Cotta II) que va operar bàsicament a Grècia contra Macedònia. El 199 aC Escopas va capitular a Sidó i quasi tota la Celesíria amb Fenícia va retornar a mans dels selèucides que van amenaçar al mateix Egipte, però els egipcis eren ara també aliats de Roma, i els romans van enviar una ambaixada a Antíoc que va haver de prometre no atacar el país però va veure confirmada per Roma la seva possessió de Celesíria, i en els mesos següents Antíoc es va assegurar el domini complet de la regió (198 aC). El 197 aC les possessions que Egipte encara conservava a l'Àsia Menor (la costa de Lícia i de Pamfília, Samos i algunes illes) van passar a mans dels selèucides, després d'un acord d'Antíoc amb Roma.
- 193 aC Cleòpatra I o Cleòpatra Sira, filla del selèucida Antíoc III el Gran i de Laodice IV, es va casar amb Ptolemeu V Epífanes i va rebre la Celesíria com a dot però Antíoc va rebutjar després aquest acord.
- 170 aC Egipte va reclamar la retrocessió de Celesíria i preventivament Antíoc IV Epífanes va fer una campanya contra Egipte (169 aC)
- 147 aC Ptolemeu VI Filomètor d'Egipte, amb el pretext d'ajudar a Alexandre I Balas, va envair Celesíria que de fet va annexionar. A la mort del rei el 145 aC es va evacuar.
- 102 aC Ptolemeu X Alexandre I va dirigir la flota que va anar a Celesíria en ajut dels jueus que havien estat derrotats per Ptolemeu IX Làtir.
- 47 aC Herodes el Gran és nomenat governador romà de Celesíria. Va ser confirmat l'any 43 aC.[2]